# (207695) Olgakopyl
(207695) Olgakopyl est un astéroïde de la ceinture principale.

## Description
(207695) Olgakopyl est un astéroïde de la ceinture principale. Il fut découvert le 8 septembre 2007 à Androuchivka par l'observatoire astronomique d'Androuchivka. Il présente une orbite caractérisée par un demi-grand axe de 2,27 UA, une excentricité de 0,09 et une inclinaison de 5,6° par rapport à l'écliptique.

## Compléments